# Hornbobrändan
Hornbobrändan är ett naturreservat i Falu kommun i Dalarnas län.
Området är naturskyddat sedan 2017 och är 134 hektar stort. Reservatet ligger vid Ågsjöns östra strand och består främst av en äldre tallskog med våtmarken Pisstrandfly i norra delen av området